# Nixéville-Blercourt
Nixéville-Blercourt est une commune française située dans le département de la Meuse, en région Grand Est.

## Géographie

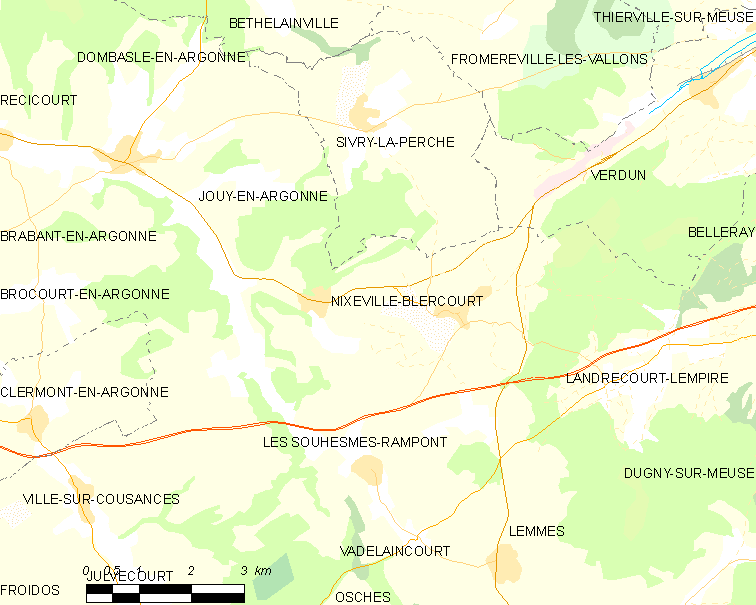
Carte de la commune.
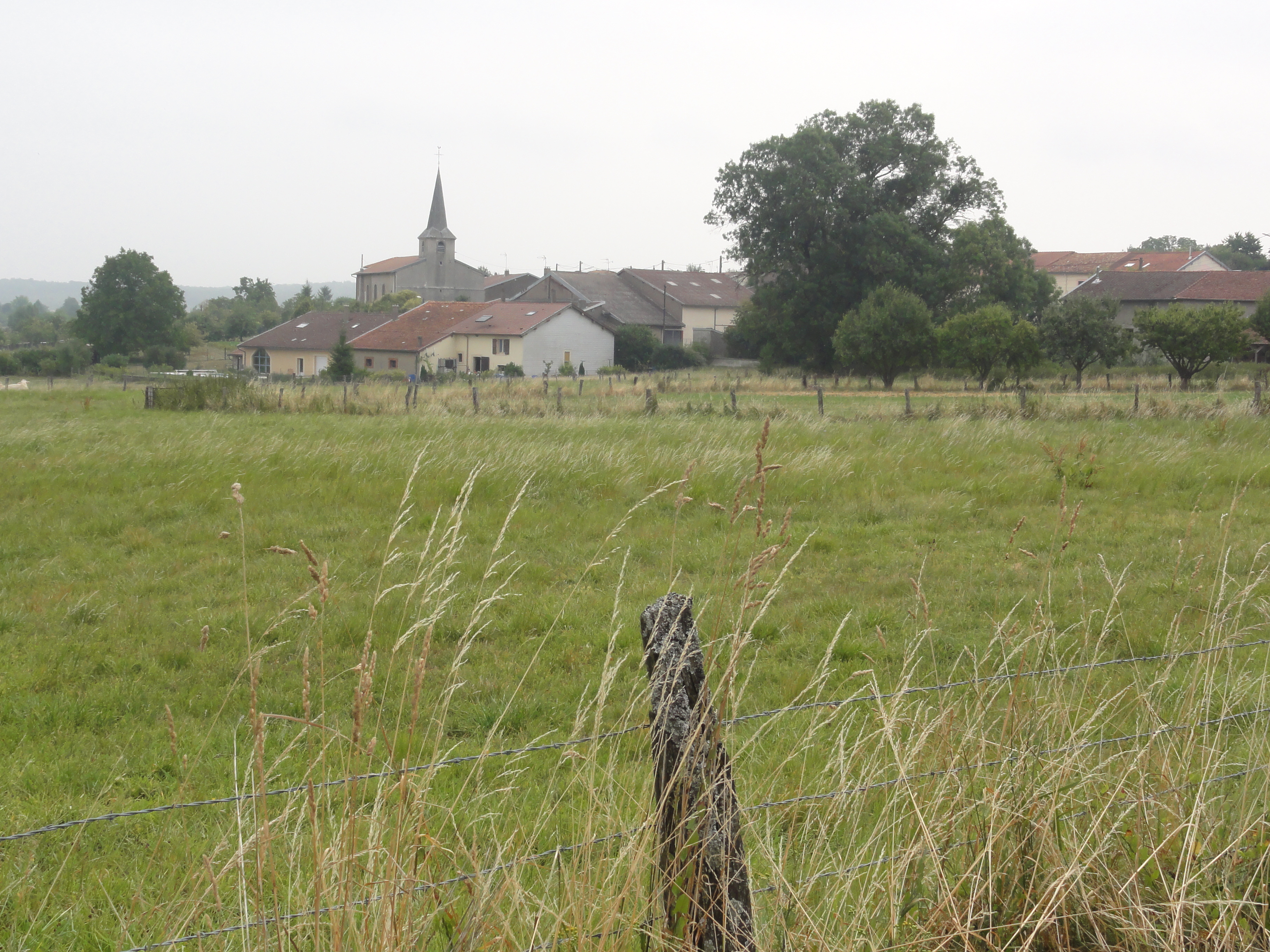
Vue sur Nixéville.
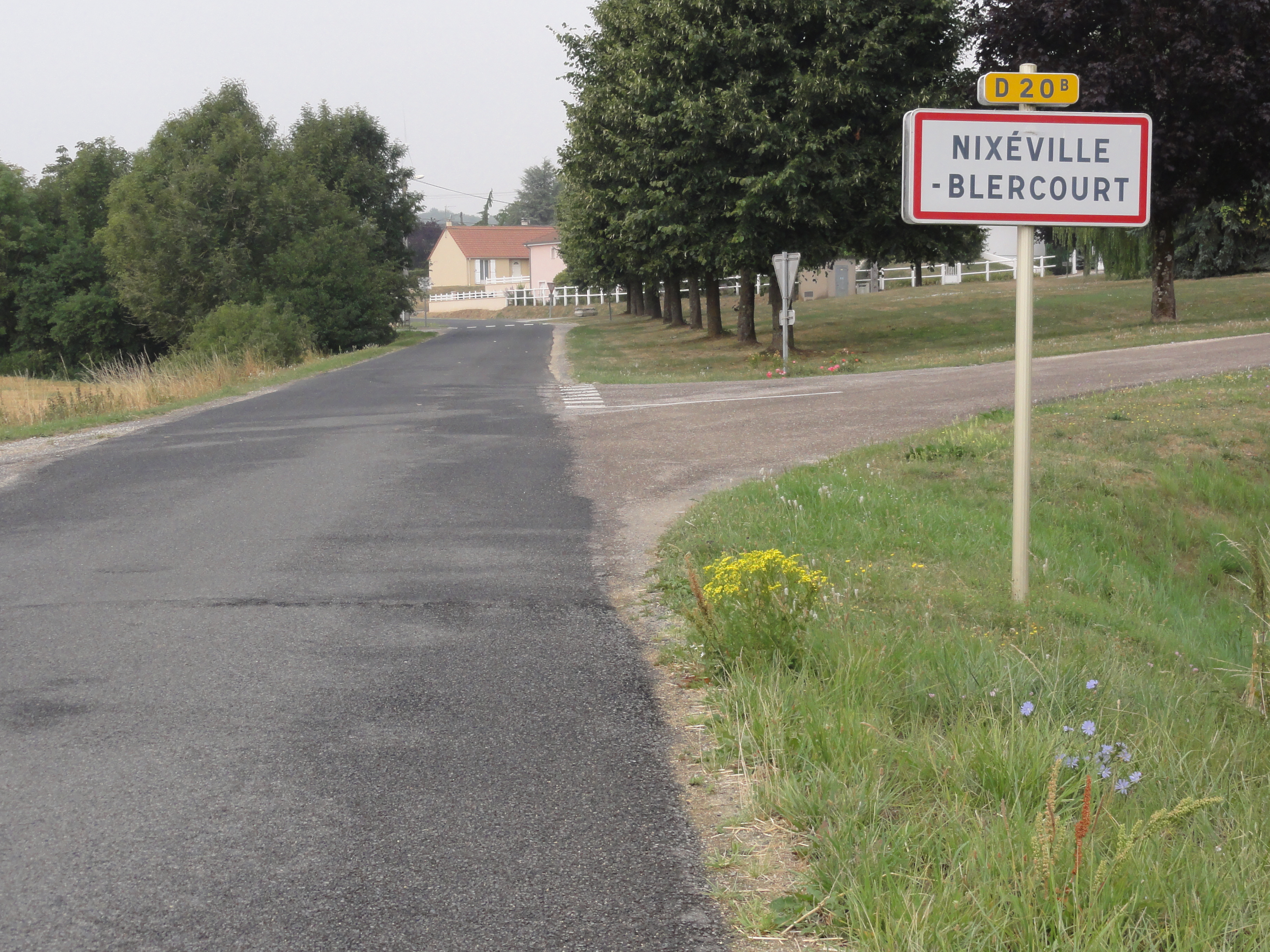
Entrée de Nixéville.
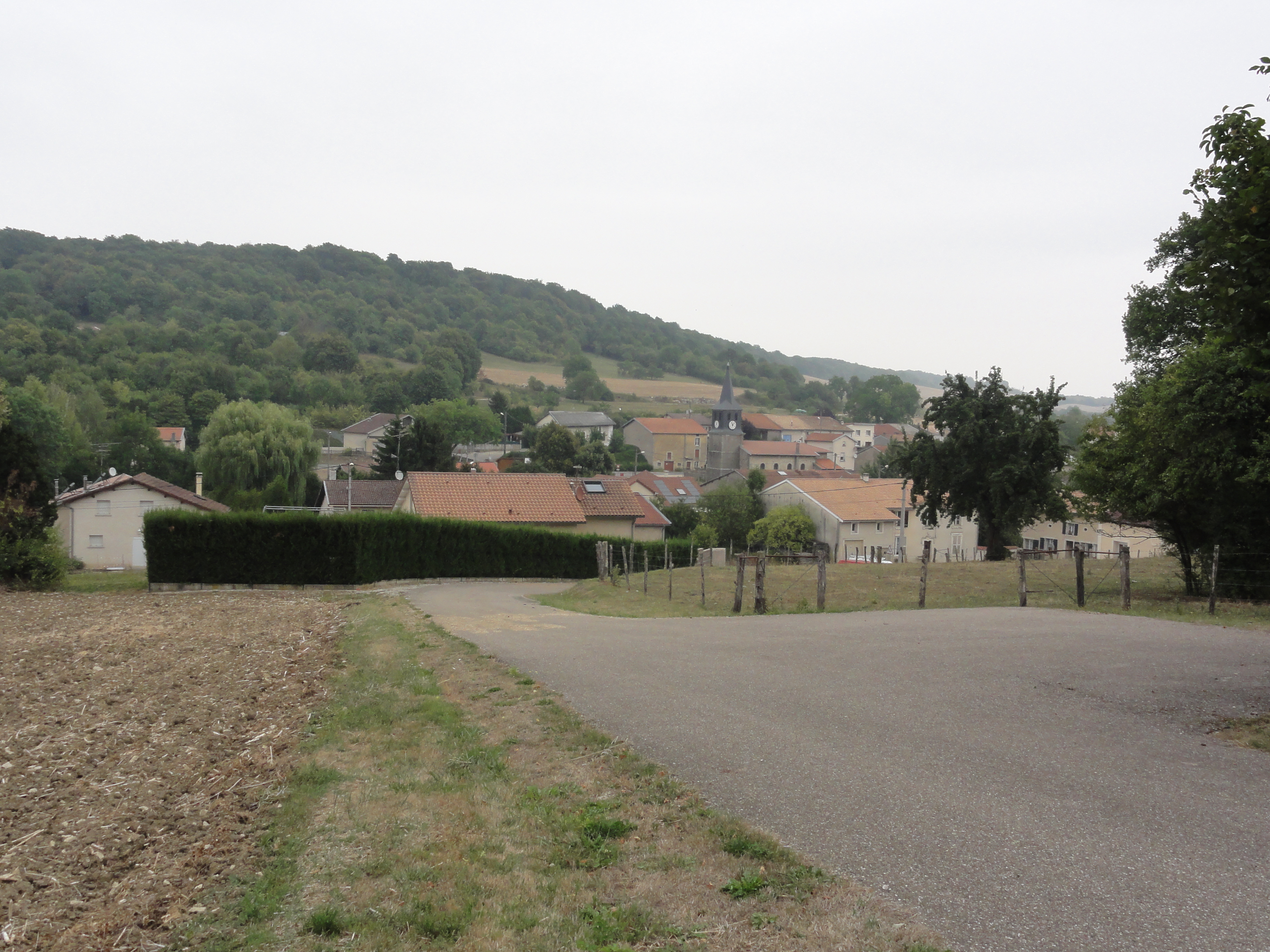
Vue sur Blercourt.
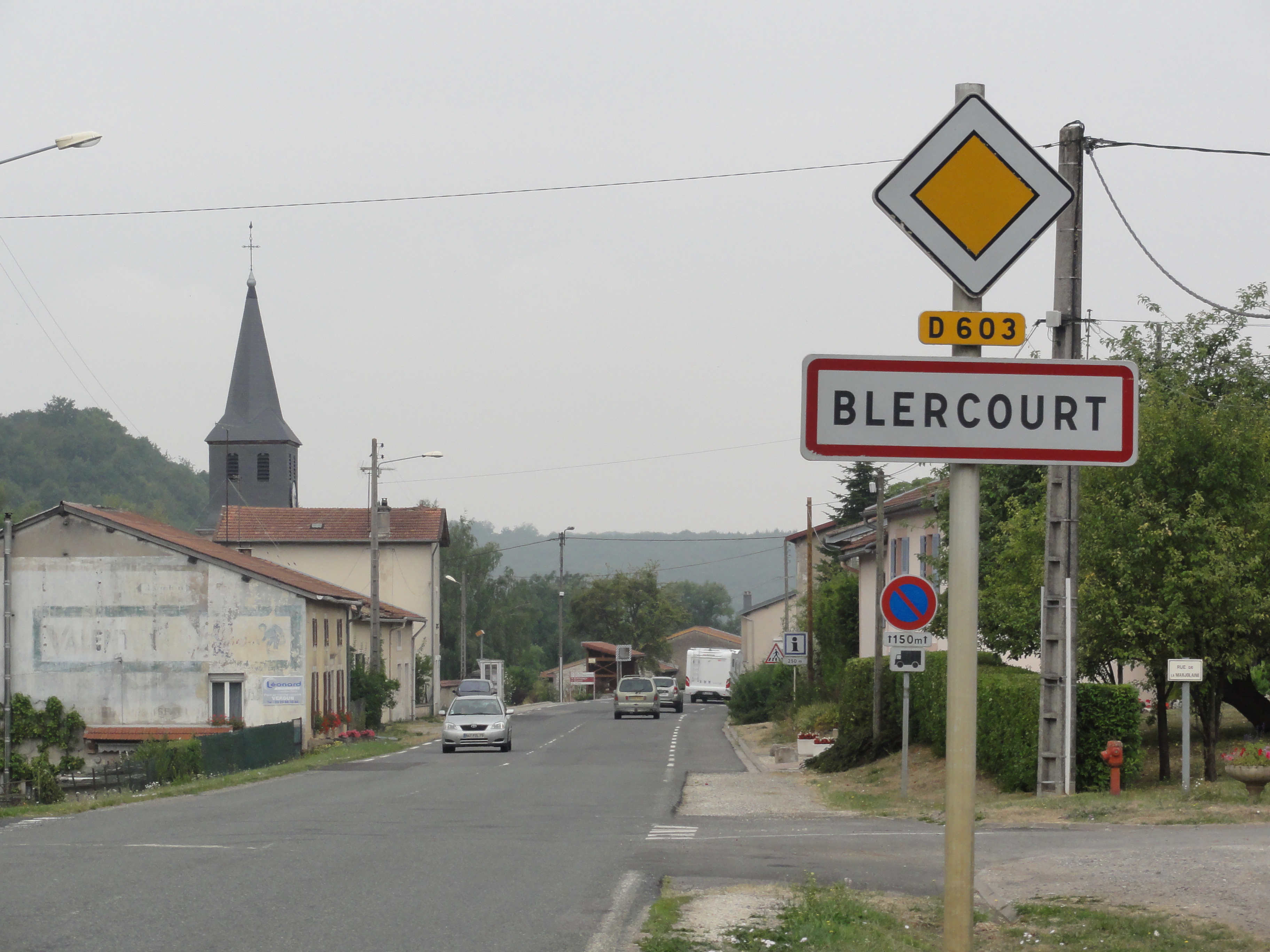
Entrée de Blercourt.

| Sivry-la-Perche       | Sivry-la-Perche       | Fromeréville-les-Vallons |
| Les Souhesmes-Rampont | Nixéville-Blercourt   | Lemmes                   |
| Les Souhesmes-Rampont | Les Souhesmes-Rampont | Lemmes                   |

Écarts
- Moulin-Brûlé : durant la Première Guerre mondiale, Moulin-Brûlé était le point d’arrivée de la Voie Sacrée[1].

### Hydrographie
La commune est traversée par la ligne de partage des eaux entre les bassins versants de la Meuse et de la Seine au sein respectivement du bassin Rhin-Meuse et du bassin Seine-Normandie. Elle est drainée par le ruisseau la Scance, la Vadelaincourt, le ruisseau de la Grand, divers bras de la Vadelaincourt et divers autres petits cours d'eau,.
La Scance, d'une longueur de 12 km, prend sa source dans la commune  et se jette  dans la Meuse à Thierville-sur-Meuse, après avoir traversé trois communes. 

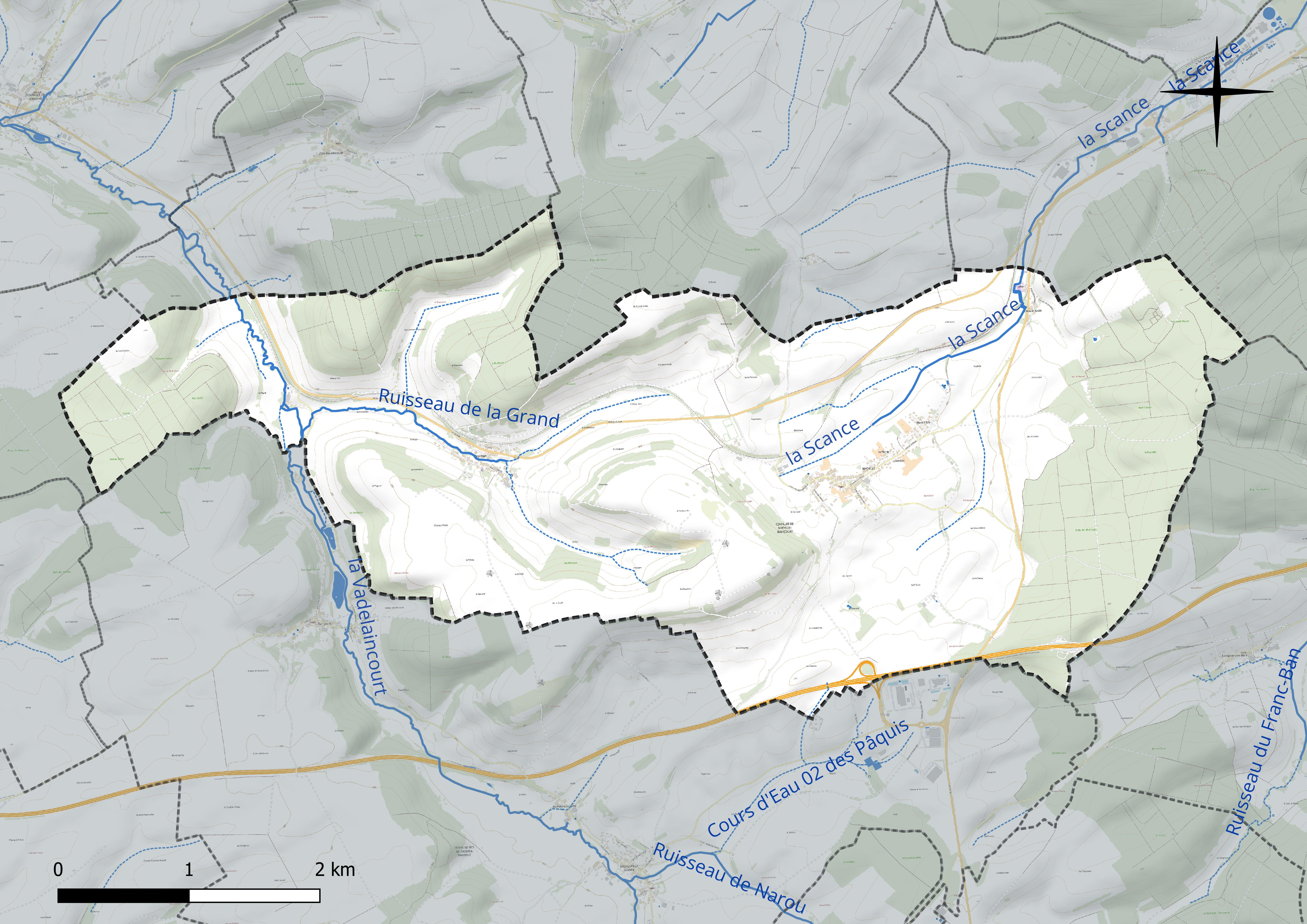
Réseau hydrographique de Nixéville-Blercourt.

La Vadelaincourt, d'une longueur de 20 km, prend sa source dans la commune de Lemmes et se jette  dans la Cousances à Clermont-en-Argonne, après avoir traversé huit communes. 

### Climat
Pour des articles plus généraux, voir Climat du Grand Est et Climat de la Meuse.
En 2010, le climat de la commune est de type climat de montagne, selon une étude du Centre national de la recherche scientifique s'appuyant sur une série de données couvrant la période 1971-2000. En 2020, Météo-France publie une typologie des climats de la France métropolitaine dans laquelle la commune est exposée à un climat océanique altéré et est dans la région climatique  Lorraine, plateau de Langres, Morvan, caractérisée par un hiver rude (1,5 °C), des vents modérés et des brouillards fréquents en automne et hiver. 
Pour la période 1971-2000, la température annuelle moyenne est de 9,7 °C, avec une amplitude thermique annuelle de 16 °C. Le cumul annuel moyen de précipitations est de 1 000 mm, avec 14,1 jours de précipitations en janvier et 9,6 jours en juillet. Pour la période 1991-2020, la température moyenne annuelle observée sur la station météorologique de Météo-France la plus proche, « Aubréville_sapc », sur la commune d'Aubréville à 15 km à vol d'oiseau, est de 10,9 °C et le cumul annuel moyen de précipitations est de 854,3 mm. 
La température maximale relevée sur cette station est de 41,8 °C, atteinte le 25 juillet 2019 ; la température minimale est de −15,7 °C, atteinte le 20 décembre 2009,,. 
Les paramètres climatiques de la commune ont été estimés pour le milieu du siècle (2041-2070) selon différents scénarios d'émission de gaz à effet de serre à partir des nouvelles projections climatiques de référence DRIAS-2020. Ils sont consultables sur un site dédié publié par Météo-France en novembre 2022.

## Urbanisme

### Typologie
Au 1er janvier 2024, Nixéville-Blercourt est catégorisée commune rurale à habitat dispersé, selon la nouvelle grille communale de densité à sept niveaux définie par l'Insee en 2022.
Elle est située hors unité urbaine. Par ailleurs la commune fait partie de l'aire d'attraction de Verdun, dont elle est une commune de la couronne,. Cette aire, qui regroupe 103 communes, est catégorisée dans les aires de moins de 50 000 habitants,.

### Occupation des sols
L'occupation des sols de la commune, telle qu'elle ressort de la base de données européenne d’occupation biophysique des sols Corine Land Cover (CLC), est marquée par l'importance des territoires agricoles (65,8 % en 2018), une proportion sensiblement équivalente à celle de 1990 (65,4 %). La répartition détaillée en 2018 est la suivante : 
terres arables (56,4 %), forêts (31 %), prairies (5,7 %), zones agricoles hétérogènes (3,7 %), zones urbanisées (3 %), zones industrielles ou commerciales et réseaux de communication (0,2 %). L'évolution de l’occupation des sols de la commune et de ses infrastructures peut être observée sur les différentes représentations cartographiques du territoire : la carte de Cassini (XVIIIe siècle), la carte d'état-major (1820-1866) et les cartes ou photos aériennes de l'IGN pour la période actuelle (1950 à aujourd'hui).

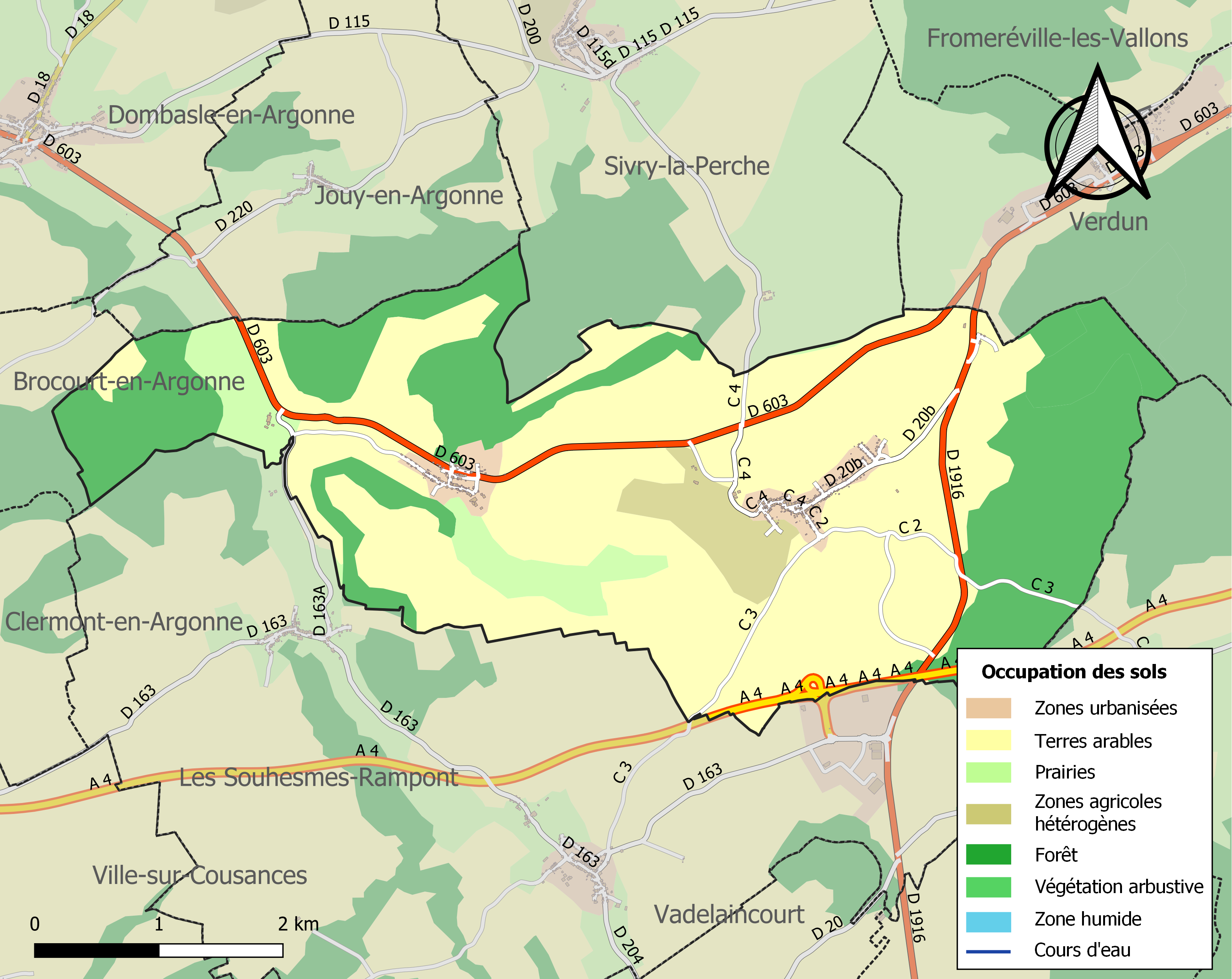
Carte des infrastructures et de l'occupation des sols de la commune en 2018 (CLC).

## Toponymie
Nixéville est attesté sous les formes Nescervilla (973) ; Nesceivilla (984) ; Nesseivilla (1100) ; Neseivilla (1179) ; Nissei-villa (1207) ; Nixeivilla (1213) ; Nixevilla (1213) ; Nixeiville (1229) ; Nissevili (1237) ; Nisceivilla (1239) ; Villa de Nixeiville (1282) ; Nixeville (1564) ; Nisseville (1656) ; Niceville (1745).

Le 1er janvier 1973, Nixéville devient Nixéville-Blercourt à la suite de sa fusion-association avec Blercourt.

Blercourt est attesté sous les formes Berlei-curtis (1049) ; Blerei-curtis (1118) ; Berulci-curtis (1161) ; Bleirecourt (1277) ; Blercour (1656) ; Blecourt, Blincourt (1712) ; Blerecuria (1738).

Berlei-curtis en 1049 serait lié au mot Berle dérivé du gaulois berura « cresson d'eau ».

## Histoire
Le 1er janvier 1973, Nixéville devient Nixéville-Blercourt à la suite de sa fusion-association avec Blercourt.

## Politique et administration
| Période                                  | Période  | Identité         | Étiquette | Qualité             |
| ---------------------------------------- | -------- | ---------------- | --------- | ------------------- |
| Les données manquantes sont à compléter. |          |                  |           |                     |
| avant 1988                               | ?        | Paul Bienaimé    |           |                     |
| mars 2001                                | mai 2020 | Gilles Vautrin   |           |                     |
| 25 mai 2020                              | En cours | Jean-Noël Postal |           | Employé de commerce |

## Population et société

### Démographie
L'évolution du nombre d'habitants est connue à travers les recensements de la population effectués dans la commune depuis 1793. Pour les communes de moins de 10 000 habitants, une enquête de recensement portant sur toute la population est réalisée tous les cinq ans, les populations de référence des années intermédiaires étant quant à elles estimées par interpolation ou extrapolation. Pour la commune, le premier recensement exhaustif entrant dans le cadre du nouveau dispositif a été réalisé en 2007.

En 2022, la commune comptait 502 habitants, en évolution de +2,66 % par rapport à 2016 (Meuse : −4,4 %, France hors Mayotte : +2,11 %).
| 1793 | 1800 | 1806 | 1821 | 1831 | 1836 | 1841 | 1846 | 1851 |
| ---- | ---- | ---- | ---- | ---- | ---- | ---- | ---- | ---- |
| 354  | 324  | 438  | 401  | 454  | 450  | 435  | 415  | 434  |

| 1856 | 1861 | 1866 | 1872 | 1876 | 1881 | 1886 | 1891 | 1896 |
| ---- | ---- | ---- | ---- | ---- | ---- | ---- | ---- | ---- |
| 426  | 380  | 380  | 362  | 371  | 372  | 353  | 340  | 294  |

| 1901 | 1906 | 1911 | 1921 | 1926 | 1931 | 1936 | 1946 | 1954 |
| ---- | ---- | ---- | ---- | ---- | ---- | ---- | ---- | ---- |
| 257  | 250  | 236  | 218  | 218  | 205  | 206  | 165  | 168  |

| 1962 | 1968 | 1975 | 1982 | 1990 | 1999 | 2006 | 2007 | 2012 |
| ---- | ---- | ---- | ---- | ---- | ---- | ---- | ---- | ---- |
| 155  | 173  | 299  | 421  | 419  | 422  | 427  | 428  | 473  |

| 2017 | 2022 | - | - | - | - | - | - | - |
| ---- | ---- | - | - | - | - | - | - | - |
| 494  | 502  | - | - | - | - | - | - | - |

## Culture locale et patrimoine

### Lieux et monuments
- L'église Saint-Léger de Nixéville, origine XIIe siècle, reconstruite en 1825.
- L'église Saint-Pierre-ès-Liens de Blercourt, construite en 1740.
- Dans les deux cimetières, des tombes individuelles de militaires, morts pour la France.
- Monument aux morts à Nixéville.
- Cimetière militaire (fosse commune) à Blercourt.
- Monument de la Voie sacrée, monument en l'honneur du régiment du train à Moulin-Brûlé.

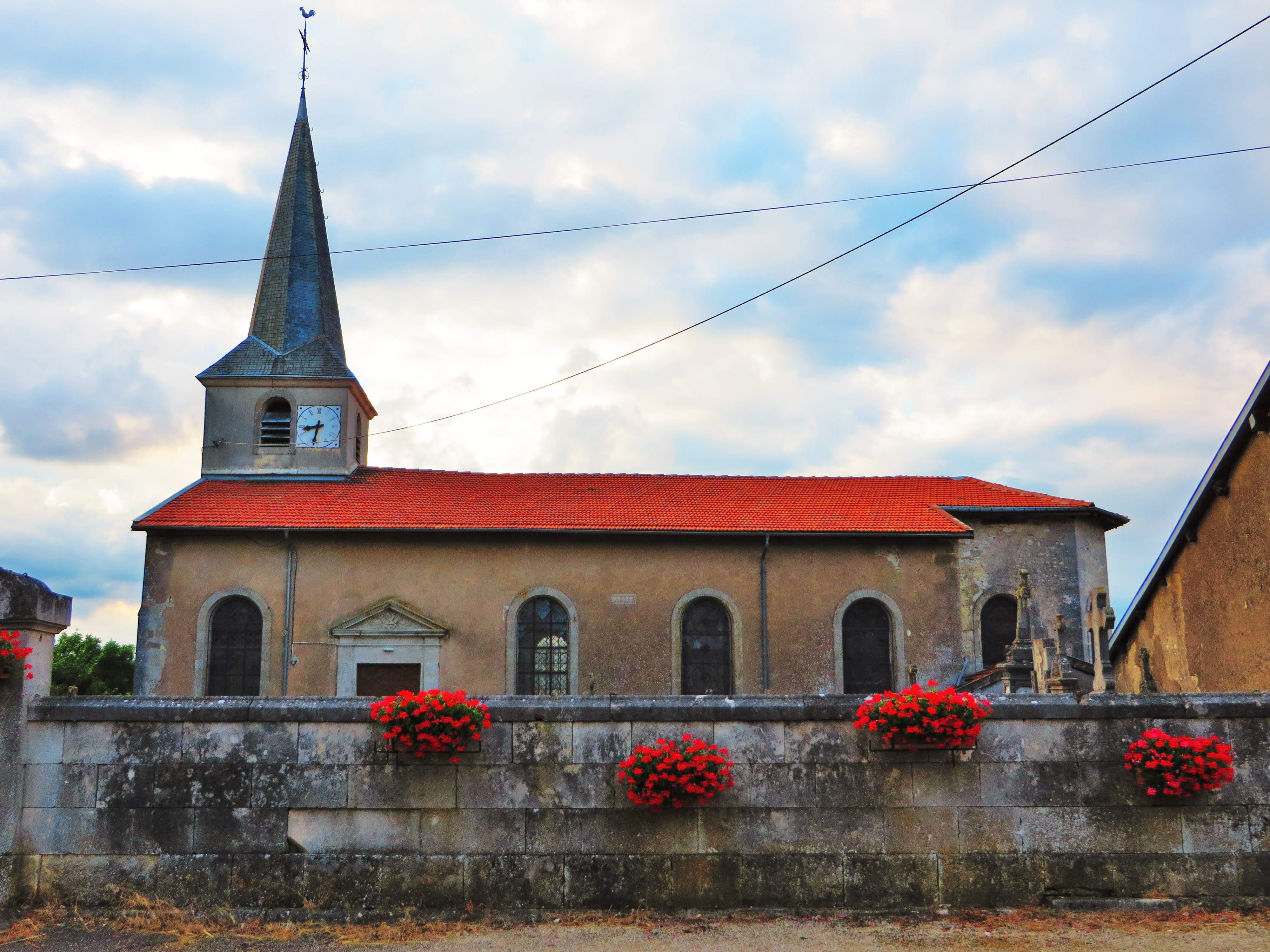
L'église Saint-Léger de Nixéville.
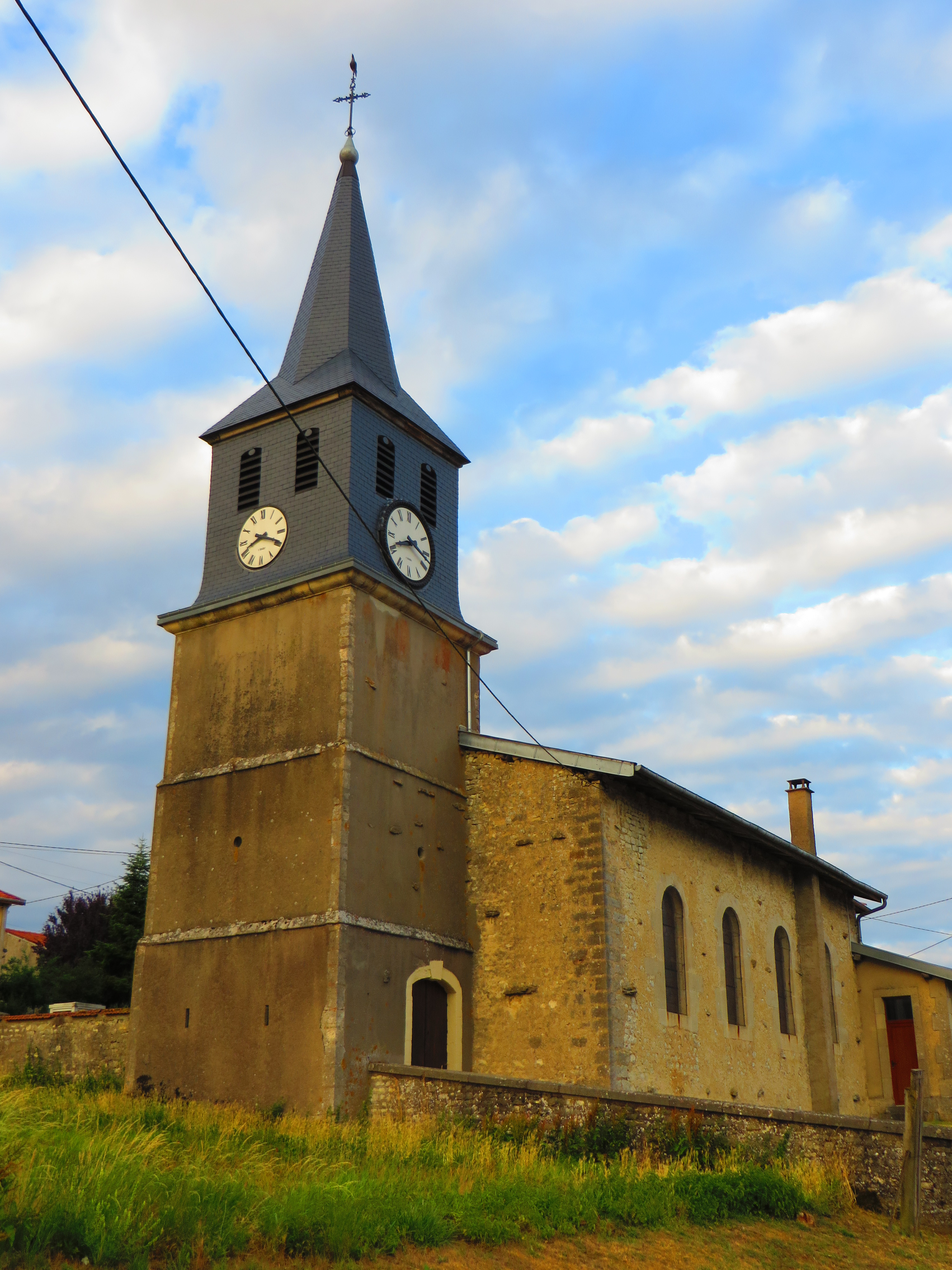
L'église Saint-Pierre-ès-Liens de Blercourt.
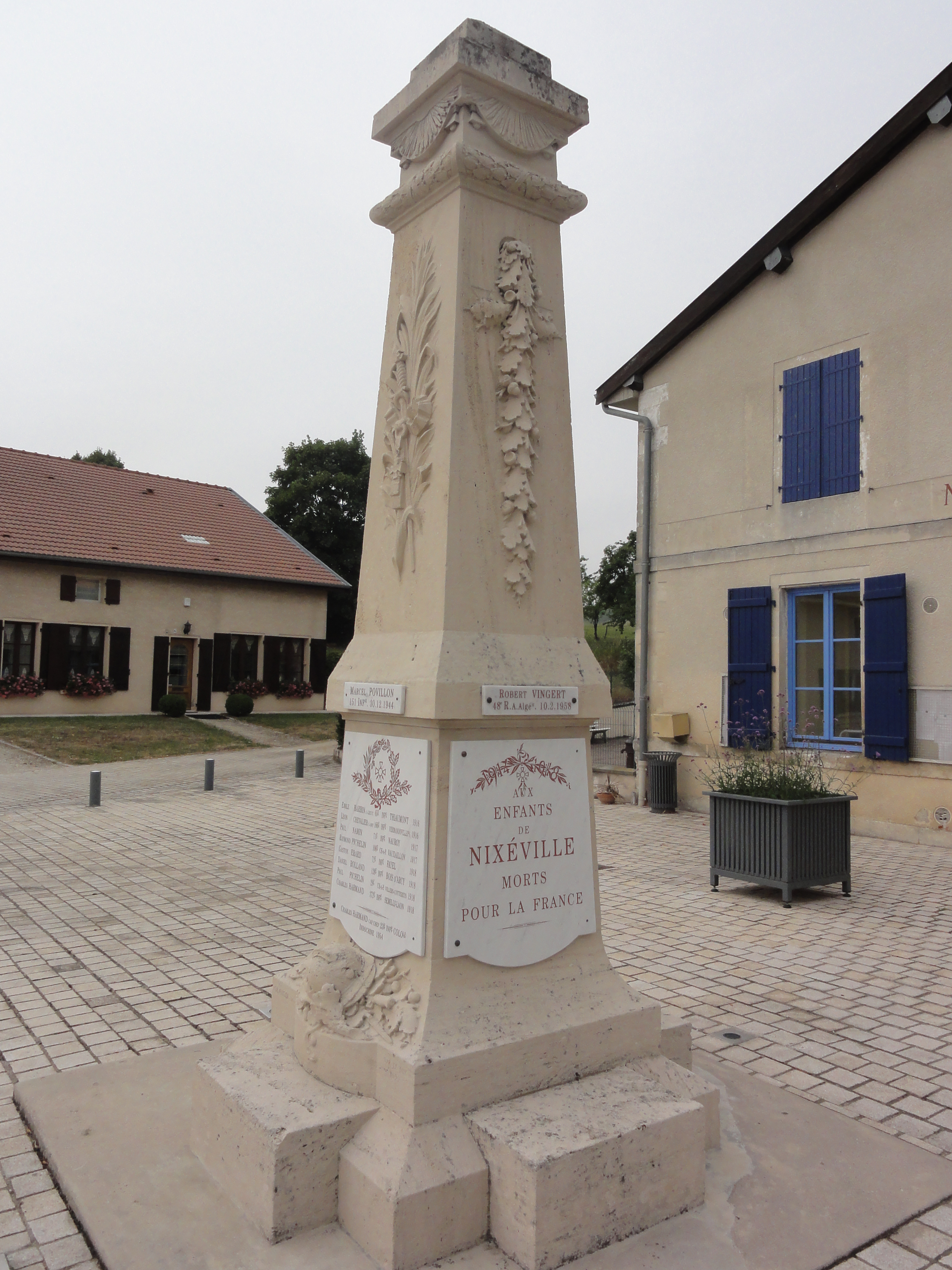
Monument aux morts.
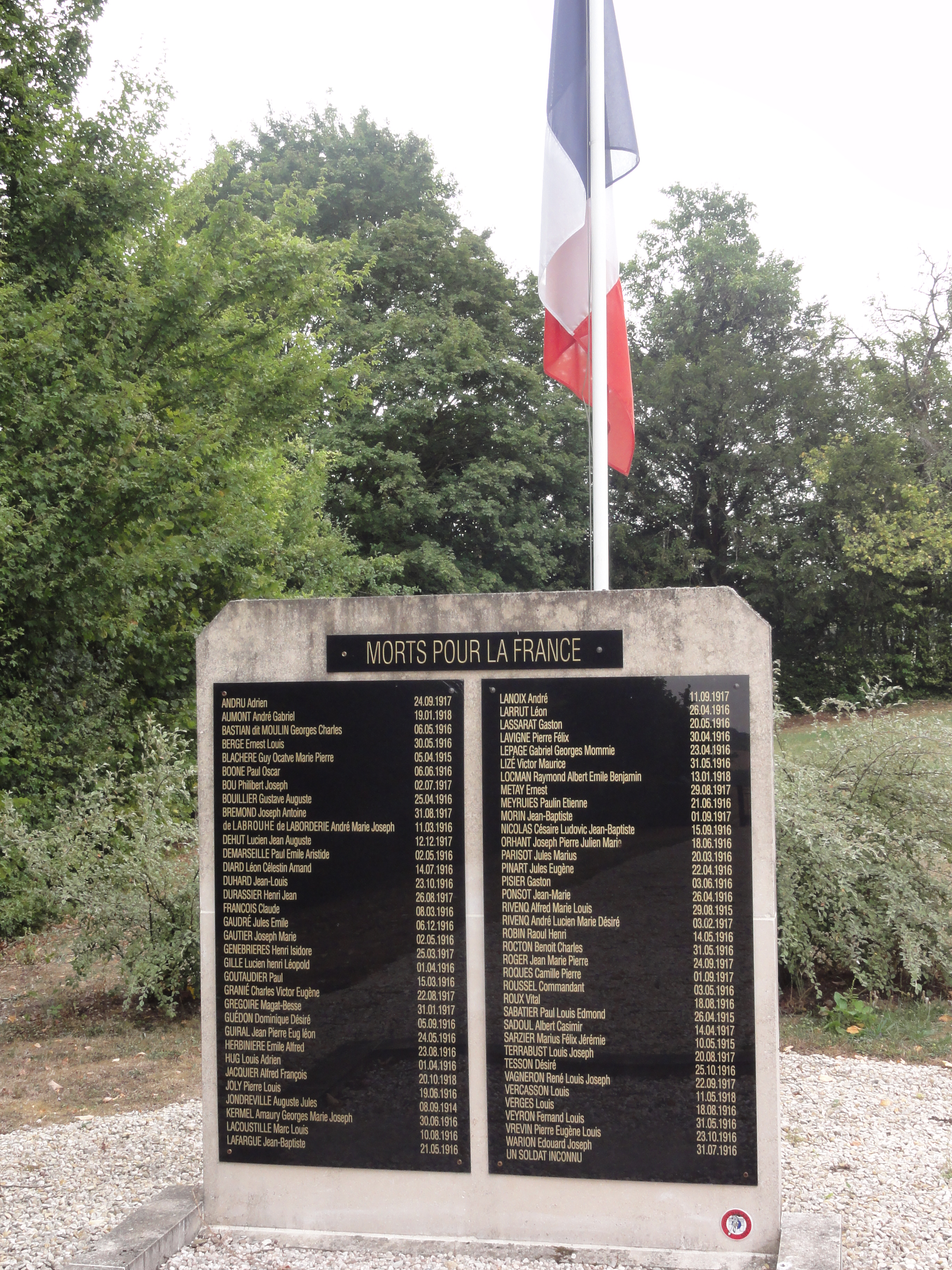
Cimetière militaire (fosse commune) à Blercourt.